# Ефимов, Сергей Борисович (футболист)
Сергей Борисович Ефимов (15 ноября 1986) — российский футболист, полузащитник.

## Биография
В 2005 году в первенстве ЛФЛ играл за новгородский «Гарант-Спорт». В следующем году выступал в чемпионате Латвии за клуб «Дижванаги», провёл 7 матчей. По возвращении в Россию вновь выступал в первенстве ЛФЛ за новгородские клубы «Гарант-Спорт» (2007—2008, 13 матчей, три гола), «Волхов» (2010, 11 матчей, два гола), СДЮСШОР-2 (2011—2012, 14 матчей, 4 гола). Далее играл в чемпионате Новгородской области за клубы «Инжстрой» (2013—2015), «Прокуратура» (2015—2016), ДЮСШ «Волхов» (2016). С 2017 года — в любительских командах Великого Новгорода.
Чемпионат России по футзалу 2009/10 в составе «Волхова».
Большую часть карьеры провёл вместе со старшим братом Антоном.